# Kendall County (Texas)
Das Kendall County ist ein County im Bundesstaat Texas der Vereinigten Staaten. Das U.S. Census Bureau hat bei der Volkszählung 2020 eine Einwohnerzahl von 44.279 ermittelt. Der Sitz der County-Verwaltung (County Seat) befindet sich in Boerne. Das County ist Teil der Metropolregion Greater San Antonio.

## Geographie
Das County liegt etwa 80 km südöstlich des geographischen Zentrums von Texas und hat eine Fläche von 1717 Quadratkilometern, wovon zwei Quadratkilometer Wasserfläche sind. Es grenzt im Uhrzeigersinn an folgende Countys: Gillespie County, Blanco County, Comal County, Bexar County, Bandera County und Kerr County.

## Geschichte
8000 v. Chr. tauchten Indianer wie Kiowa, Comanche und Lipan Apachen erst im Gebiet auf. Zwischen 1519 und 1685 erhoben Hernando Cortez and Alonso Álvarez de Pineda von Spanien Anspruch auf Texas.
Das Kendall County wurde am 10. Januar 1862 aus Teilen des Blanco County und des Kerr County gebildet. Benannt wurde es nach George Wilkins Kendall (1809–1867), einem Mitgründer der Zeitung Picayune, aus der später The Times-Picayune hervorging. Er diente als Hauptmann in der texanischen Santa-Fe-Expedition und war danach für zwei Jahre in mexikanischer Haft. Im Jahr 1851 veröffentlichte er ein Buch über den Mexikanisch-Amerikanischen Krieg.
Elf Bauwerke und Bezirke im County sind im National Register of Historic Places („Nationales Verzeichnis historischer Orte“; NRHP) eingetragen (Stand 25. November 2021).

## Demografische Daten

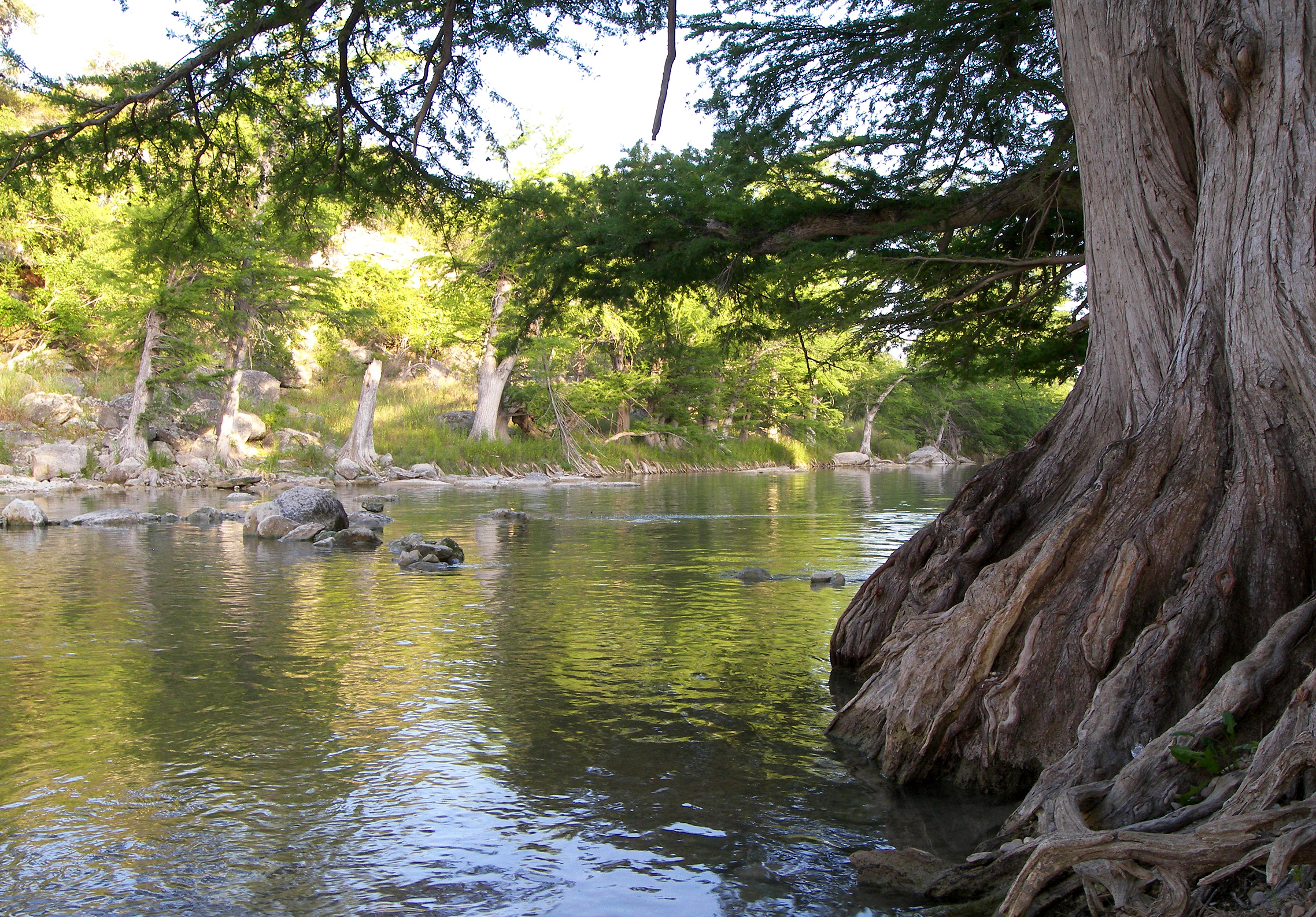
Guadalupe River State Park

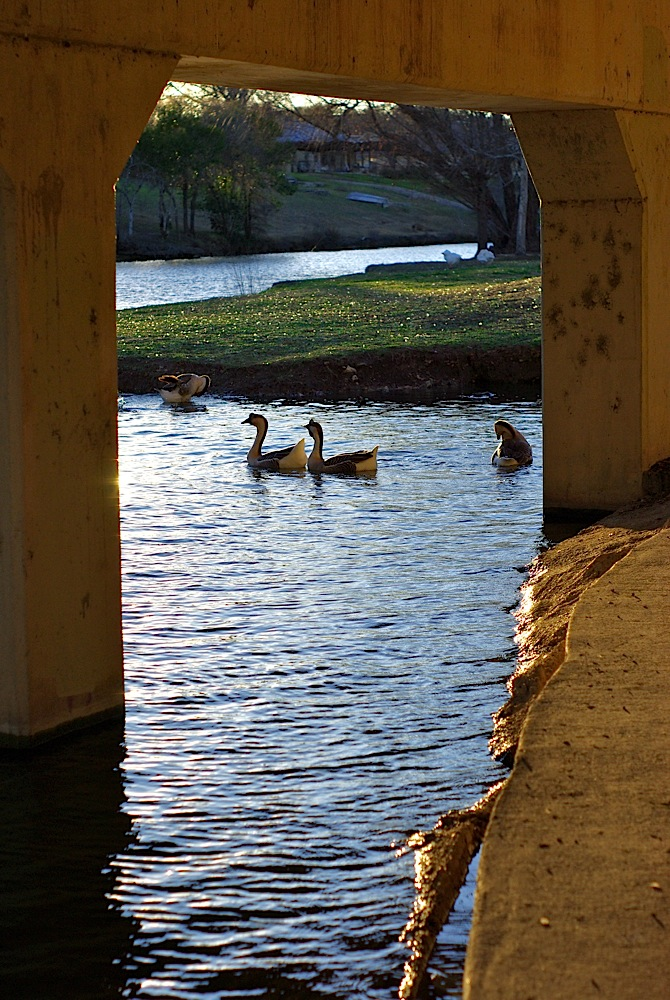
Der Cibolo Creek

Nach der Volkszählung im Jahr 2000 lebten im Kendall County 23.743 Menschen. Davon wohnten 479 Personen in Sammelunterkünften, die anderen Einwohner lebten in 8613 Haushalten und 6692 Familien. Die Bevölkerungsdichte betrug 14 Einwohner pro Quadratkilometer. Ethnisch betrachtet setzte sich die Bevölkerung zusammen aus 92,86 Prozent Weißen, 0,35 Prozent Afroamerikanern, 0,56 Prozent amerikanischen Ureinwohnern, 0,23 Prozent Asiaten, 0,05 Prozent Bewohnern aus dem pazifischen Inselraum und 4,41 Prozent aus anderen ethnischen Gruppen; 1,55 Prozent stammten von zwei oder mehr ethnischen Gruppen ab. 17,89 Prozent der Einwohner waren spanischer oder lateinamerikanischer Abstammung.
Von den 8613 Haushalten hatten 36,3 Prozent Kinder oder Jugendliche, die mit ihnen zusammen lebten. 67,2 Prozent waren verheiratete, zusammenlebende Paare, 7,9 Prozent waren allein erziehende Mütter und 22,3 Prozent waren keine Familien. 19,2 Prozent waren Singlehaushalte und in 8,4 Prozent lebten Menschen im Alter von 65 Jahren oder darüber. Die durchschnittliche Haushaltsgröße betrug 2,70 und die durchschnittliche Familiengröße betrug 3,09 Personen.
27,2 Prozent der Bevölkerung war unter 18 Jahre alt, 6,1 Prozent zwischen 18 und 24, 26,4 Prozent zwischen 25 und 44, 26,4 Prozent zwischen 45 und 64 und 13,9 Prozent waren 65 Jahre alt oder älter. Das Medianalter betrug 39 Jahre. Auf 100 weibliche Personen kamen 95 männliche Personen und auf 100 Frauen im Alter von 18 Jahren oder darüber kamen 91,4 Männer.
Das jährliche Durchschnittseinkommen eines Haushalts betrug 49.521 USD, das Durchschnittseinkommen einer Familie betrug 58.081 USD. Männer hatten ein Durchschnittseinkommen von 39.697 USD, Frauen 28.807 USD. Das Prokopfeinkommen betrug 24.619 USD. 7,9 Prozent der Familien und 10,5 Prozent der Einwohner lebten unterhalb der Armutsgrenze.

## Städte und Gemeinden
| - Bergheim - Boerne - Comfort - Fair Oaks Ranch | - Kendalia - Sisterdale - Waring |